# El faro de las orcas
El faro de las orcas és una pel·lícula dramàtica hispano-argentina del 2016 dirigida per Gerardo Olivares, ambientada i filmada en la Península Valdés, Província de Chubut, al nord de la Patagònia argentina. Juntament amb les dues pel·lícules anteriors d'Olivares, Entrelobos (2010) i Hermanos del viento (2015), El faro de las orcas forma una trilogia en la qual el fil conductor és la relació home-animal.

## Argument
Lola (Maribel Verdú) té un fill amb autisme anomenat Tristán (Joaquín Rapalini Olivella) per qui la vista de les orques, aparentment, suposa un estímul que podria ser portador de significat en relació amb la seva patologia. Amb la intenció de millorar l'estat del seu fill, Lola decideix portar a Tristán a Argentina, davant la presència de Beto (Joaquín Furriel), un guarda que treballa en les costes de la Patagonia argentina i que també, a la seva manera, manté una relació especial amb aquests animals.

## Repartiment
- Maribel Verdú: Lola
- Joaquín Furriel: Beto
- Joaquín Rapalini: Tristán (en els crèdits com «Quinchu Rapalini»)
- Ana Celentano: Marcela
- Ciro Miró: Manolo
- Osvaldo Santoro: Bonetti
- Federico Barga: Quiñones
- Zoe Hochbaum: Martina
- Alan Juan Pablo Moya: Inti
- Juan Antonio Sánchez: Jonc
- Eduardo «Camió» Domínguez: Ancià
- Roberto Bubas: Home
- Isidoro del Carmen: Esquilador
- Errol Kenny Hughes: Paisà
- Maria A. Abraham: Cambrera
- Julio Cessar Arriagada: Músic
- José Alfredo Arriagada: Músic
- Jesús Nazareno Arriagada: Músic
- Mario Arriagada: Músic
- Luis Nieves: Doble Rapalini

## Rebuda
*"L'èxit de la pel·lícula està en l'estupenda descripció de l'ambient i com de la conjunció de vent, sorra, mar i cel emergeix un relat massís. (...) Puntuació: ★★★ (sobre 5)"
*"Bell i càlid, el film va comptar amb l'encertada direcció de Gerardo Olivares. Maribel Verdú, Joaquín Furriel i Joaquín Rapalini Olivella van aconseguir introduir als seus personatges el candor necessari per il·luminar aquesta entendridora trama."
*"La trama transita per llocs comuns, moltes de les situacions estan forçades, i tant els diàlegs com les actuacions són massa encartronats: tots aquests elements impedeixen que el gran objectiu de la pel·lícula –commoure- es compleixi."
*"Més enllà de cert paisatgisme i llocs comuns, el film està comptat amb cor i nervi, i ens bolca cap als seus personatges. Verdú, com correspon, està perfecta. (...) Puntuació: ★★★½ (sobre 5)"